# Парфёново (Лихославльский район)
Парфёново — деревня в Лихославльском районе Тверской области России, входит в состав Станского сельского поселения.

## География
Деревня расположена на берегу реки Медведица в 4 км на юго-восток от центра сельского поселения деревни Стан и в 34 км на север от райцентра города Лихославль. 

## История

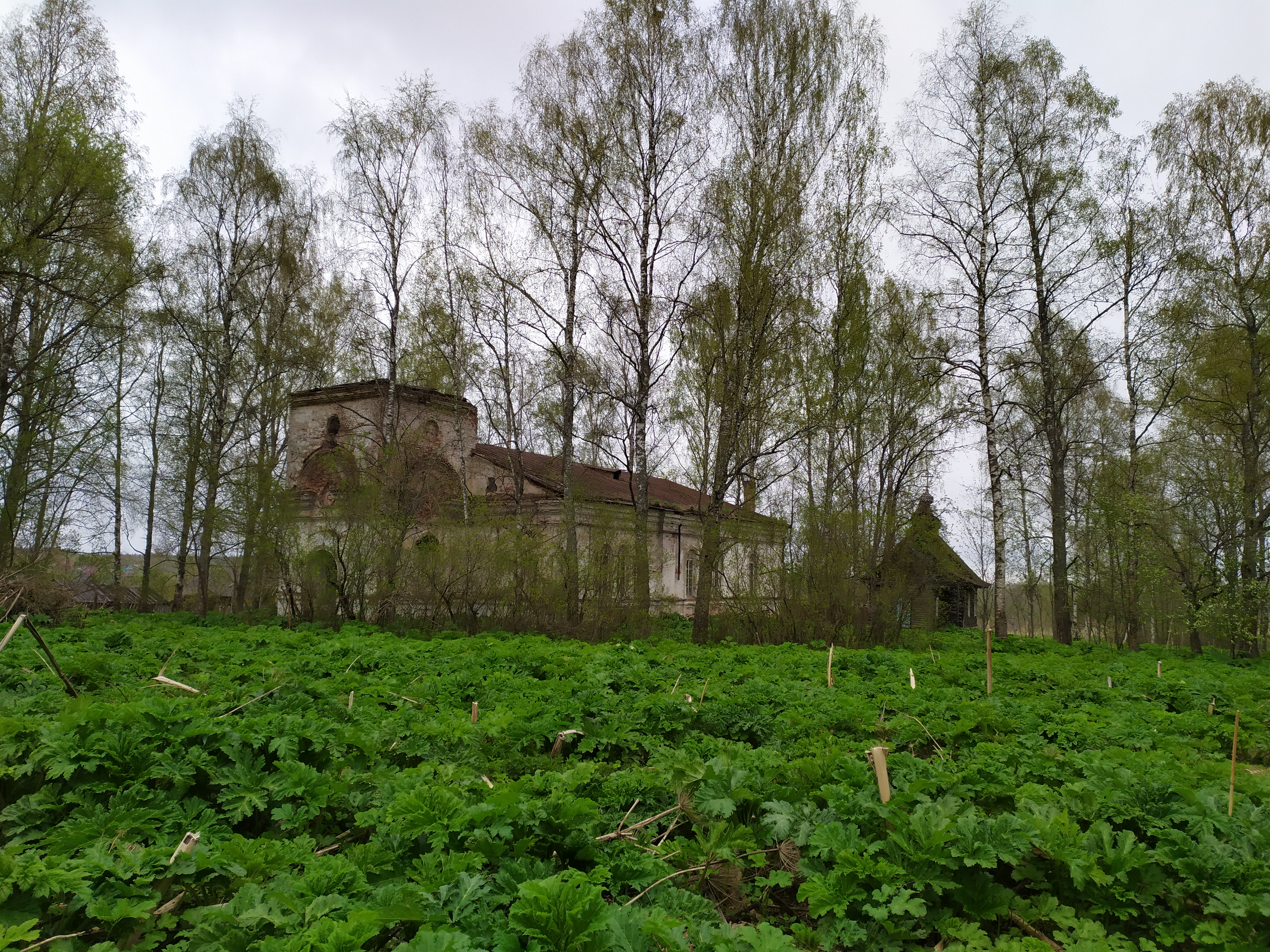
Церковь Тихвинской иконы Божией Матери

В 1774 году в селе была построена деревянная Тихвинская церковь с 2 престолами, в 1893 году построена каменная Церковь Тихвинской иконы Божией Матери с 2 престолами. 
В конце XIX — начале XX века село входило в состав Дорской волости Новоторжского уезда Тверской губернии. 
С 1929 года деревня входила в состав Захаринского сельсовета Лихославльского района Тверского округа Московской области, с 1935 года — в составе Калининской области, с 1956 года — в составе Язвихинского сельсовета Лихославльского района, с 2005 года — в составе Станского сельского поселения.

## Население
| 1859 | 2002 | 2010 |
| ---- | ---- | ---- |
| 22   | ↗46  | ↗93  |

## Достопримечательности
В деревне расположена недействующая Церковь Тихвинской иконы Божией Матери (1893).